# Vlag van Aalsmeer
De vlag van Aalsmeer werd op 7 april 1976 per raadsbesluit aangenomen. In 2009 zou er een nieuwe vlag ontworpen zijn, waarop in het midden van de vlag het wapen van Aalsmeer geplaatst zou worden. Van enig ander verband met het wapen is geen sprake, het rood in de vlag komt daarmee dus niet van het wapen. Het is wel meer gebruikelijk dat gemeentelijke vlaggen de kleuren van de gemeentelijke wapens tonen.

## Beschrijving
De vlag bestaat uit drie horizontale banen van gelijke hoogte, de bovenste is rood, de middelste groen en de onderste zwart. 

## Symboliek
De kleuren van het wapen staan symbool voor de aardbeiplanten. Deze waren rond 1850 zeer belangrijk voor de omgeving. Het rood staat voor de vrucht zelf, de vrucht was zeer belangrijk en heeft daarom ook de belangrijkste plek op de vlag: de bovenste baan. Het groen staat voor de bladeren en het zwart voor de aarde waarin de planten groeien. De vlag werd al zeer lang gebruikt, mogelijk meer dan honderd jaar, maar is pas in 1976 officieel als gemeentevlag ingesteld.

## Verwante afbeeldingen
De vlag komt overeen met de vlag van de voetbalclub NEC Nijmegen.

Wapen van Aalsmeer
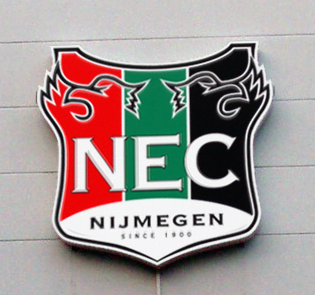
Logo van NEC Nijmegen

Aalsmeer · Alkmaar · Amstelveen · Amsterdam · Bergen · Beverwijk · Blaricum · Bloemendaal · Castricum · Den Helder · Diemen · Dijk en Waard · Drechterland · Edam-Volendam · Enkhuizen · Gooise Meren · Haarlem · Haarlemmermeer · Heemskerk · Heemstede · Heiloo · Hilversum · Hollands Kroon · Hoorn · Huizen · Koggenland · Landsmeer · Laren · Medemblik · Oostzaan · Opmeer · Ouder-Amstel · Purmerend · Schagen · Stede Broec · Texel · Uitgeest · Uithoorn · Velsen · Waterland · Wijdemeren · Wormerland · Zaanstad · Zandvoort